# Elaphoglossum craspedotum
Elaphoglossum craspedotum är en träjonväxtart som beskrevs av Edwin Bingham Copeland. Elaphoglossum craspedotum ingår i släktet Elaphoglossum och familjen Dryopteridaceae. Inga underarter finns listade.